# Wortley (West Yorkshire)
Wortley (ausgesprochen Wurt-lee) ist ein Stadtteil von Leeds, West Yorkshire, England. Er beginnt gut 1500 Meter westlich der Innenstadt.
Bis um das Jahr 1700 war der Ort unter dem Namen Wirkelay bekannt. Ursprünglich ein Weberviertel innerhalb des Kirchspiels Leeds, entwickelte es sich im Zuge der Industrialisierung durch die Anlage von Kohlegruben, Ziegeleien und einem Rangierbahnhof nebst einem großen Lokschuppen an der Wellington Road. Der denkmalgeschützte Rundbau, ursprünglich errichtet zur Beheimatung von 12 Dampflokomotiven, dient heute einem Vermieter von Nutzfahrzeugen. In den 1880er Jahren wurde Wortley in die sich stark ausdehnende Stadt Leeds eingemeindet.
Der Stadtteil teilt sich in drei Abschnitte: New Wortley, Upper Wortley und Lower Wortley. New Wortley liegt am nächsten zur Innenstadt von Leeds und den weiteren Vierteln Armley und Holbeck. Er entstand überwiegend während der 1960er Jahre und ist durch Hochhäuser geprägt. Upper Wortley, zwischen Armley und Lower Wortley gelegen, besteht aus einer Vielzahl von viktorianischen Reihenhäusern, Doppelhäusern aus den 1950er Jahren und modernen Mehrfamilienhäusern. Am weitesten vom Stadtzentrum entfernt liegt Lower Wortley. In dem überwiegend von Doppelhäusern aus den 1950er Jahren durchsetzten Viertel haben sich, bedingt durch seine verkehrsgünstige Lage an der Leeds Outer Ring Road und der Autobahn M621 zahlreiche Autohändler, aber auch andere Firmen niedergelassen.

## Geschichte
Wortley wuchs, ähnlich seiner Umgebung, während der industriellen Revolution. Zunächst nur Standort einiger kleinerer Werke, profitierte es zunehmend von der Nähe zu den Industriezentren Armley und Holbeck. Aus der Frühzeit dieser Entwicklung sind für Wortley besonders hervorzuheben seine Eigenschaft als Eisenbahnknotenpunkt und die zwei Gaswerke. Das kleinere davon befand sich in Lower Wortley und das zweite, zugleich das größte Gaswerk von Leeds, in New Wortley.
Nach dem Zweiten Weltkrieg änderte sich das Wirtschaftsleben und als Folge auch das Ortsbild in Wortley. Die Leeds Corporation und private Investoren sanierten die zuvor für Wortley so charakteristische viktorianischen Arbeiterviertel. New Wortley stellte sich im Wesentlichen als eine Neuansiedlung des sozialen Wohnungsbaus dar, indem insbesondere auch zeittypische Hochhäuser errichtet wurden. Trotz des nahegelegenen Gaswerkes wurden die Wohnungen zunächst elektrisch beheizt und erst als Konsequenz aus der sich verteuernden Energie im Jahr 2009 auf Gas umgestellt. Die großen Gasbehälter zählen auch zu den Sehenswürdigkeiten des Stadtteils.
Lower und Upper Wortley liegen in ihrer Entwicklung hinter New Wortley zurück. In beiden Ortsteilen bestehen noch größere Reihenhausanlagen im viktorianischen Stil. Sie werden überwiegend durch private Investoren saniert.

## Ortsbild
Wortley präsentiert sich weitgehend als eine vergleichsweise dicht besiedelte Wohngegend. Obwohl es in der Nähe der Innenstadt von Leeds und Armley liegt, die eine größere Palette an Einkaufsmöglichkeiten bieten, verfügt es ebenfalls über eine größere Anzahl von kleineren lokalen Geschäften.
Zur Naherholung werden drei Parks unterhalten: Wortley Recreation Ground, Cliffe Park und West Flats Park. Wortley Recreation Ground liegt dem Stadtzentrum am nächsten und bietet eine gute Aussicht auf die umliegenden Gebiete, darunter die Innenstadt von Leeds. Oft auch als New Worley Recreation Ground bezeichnet, enthält es einen Kinderspielplatz, einen Skatepark, drei Bowlingplätze. Mehrere Flächen sind als Fußball- und Rugbyplätze ausgewiesen. Cliffe Park und West Flats Park bilden heute einen großen Park auf den ehemaligen Grundstücken zweier Villen, Cliffe House und Western Flats House. Letzteres wurde vor vielen Jahren abgerissen. Aus der anderen Anlage entstand in den 1930er Jahren ein Heim für schwer erziehbare Jungen, doch verfällt auch dieses seit längerem.

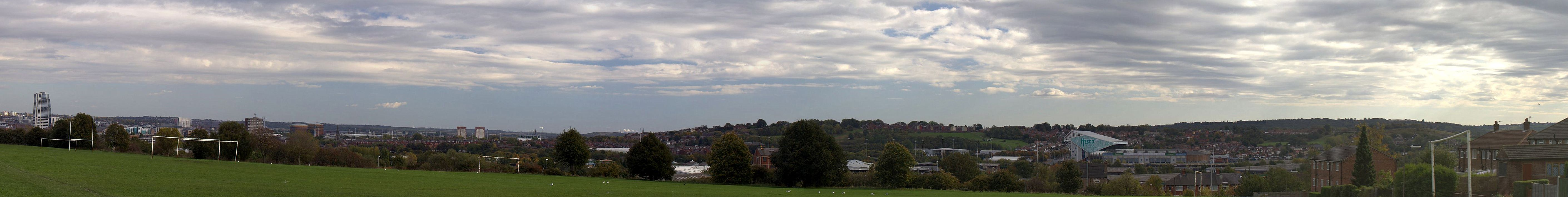
Ansicht vom Wortley Recreation Ground einschließlich Bridgewater Place, Beeston und Elland Road

## Schulen
In Wortley befindet sich ein Gymnasium, das Swallow Hill Community College. Es ging aus der im Jahr 2009 geschlossenen West Leeds High School, einer technisch spezialisierten Oberschule, hervor, die seit 1907 in Armley bestand. In dem benachbarten Old Farnley besteht darüber hinaus die Farnley Academy und in dem westlich gelegenen Pudsey die Crawshaw School, beides Highschools mit Akademie-Status. Die ehemalige Wortley High School wurde ebenfalls 2009 geschlossen. Während ihre Gebäude noch nicht saniert sind, wurde die denkmalgeschützte ehemalige West Leeds Boys ’High School inzwischen in Wohnungen umgewandelt. Daneben gibt es vier Grundschulen, nämlich Cobden, Five Lanes, Lower Wortley und Whingate.

## Persönlichkeiten
- James Milner (* 4. Januar 1986), Fußballspieler in der Premier-League

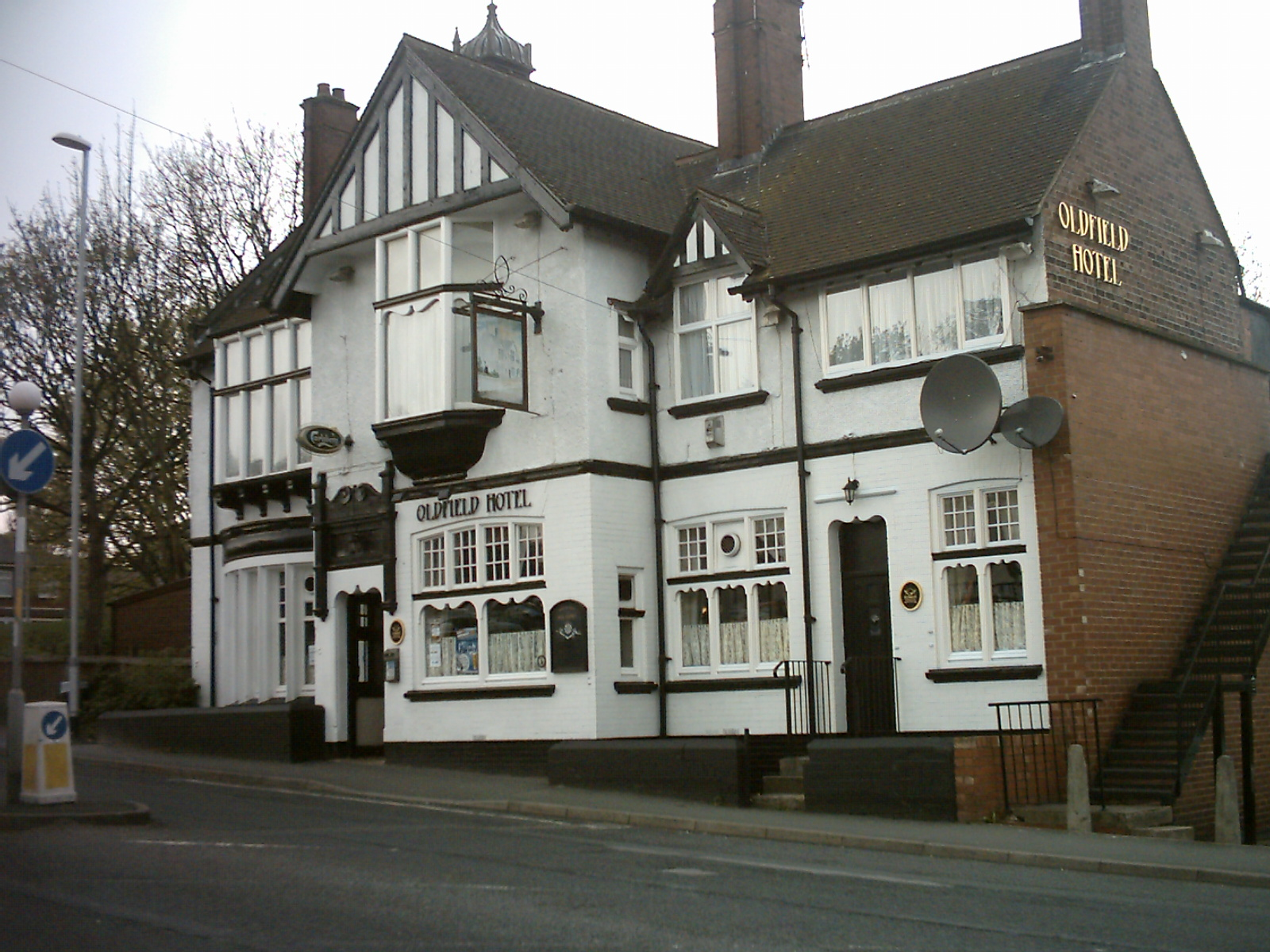
Oldfield Hotel (2009)
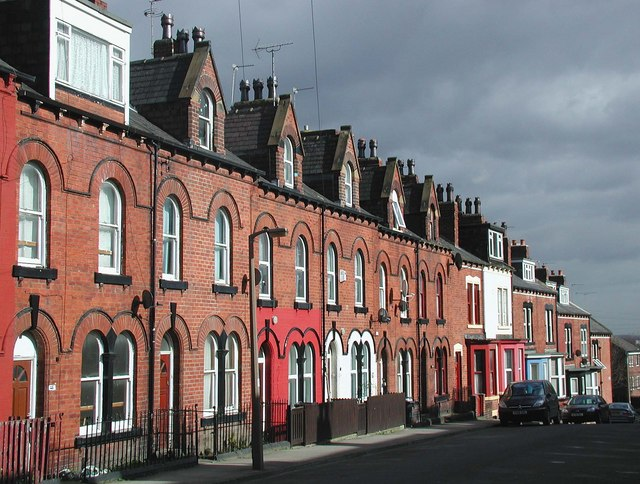
Gilpin Terrace (2007)
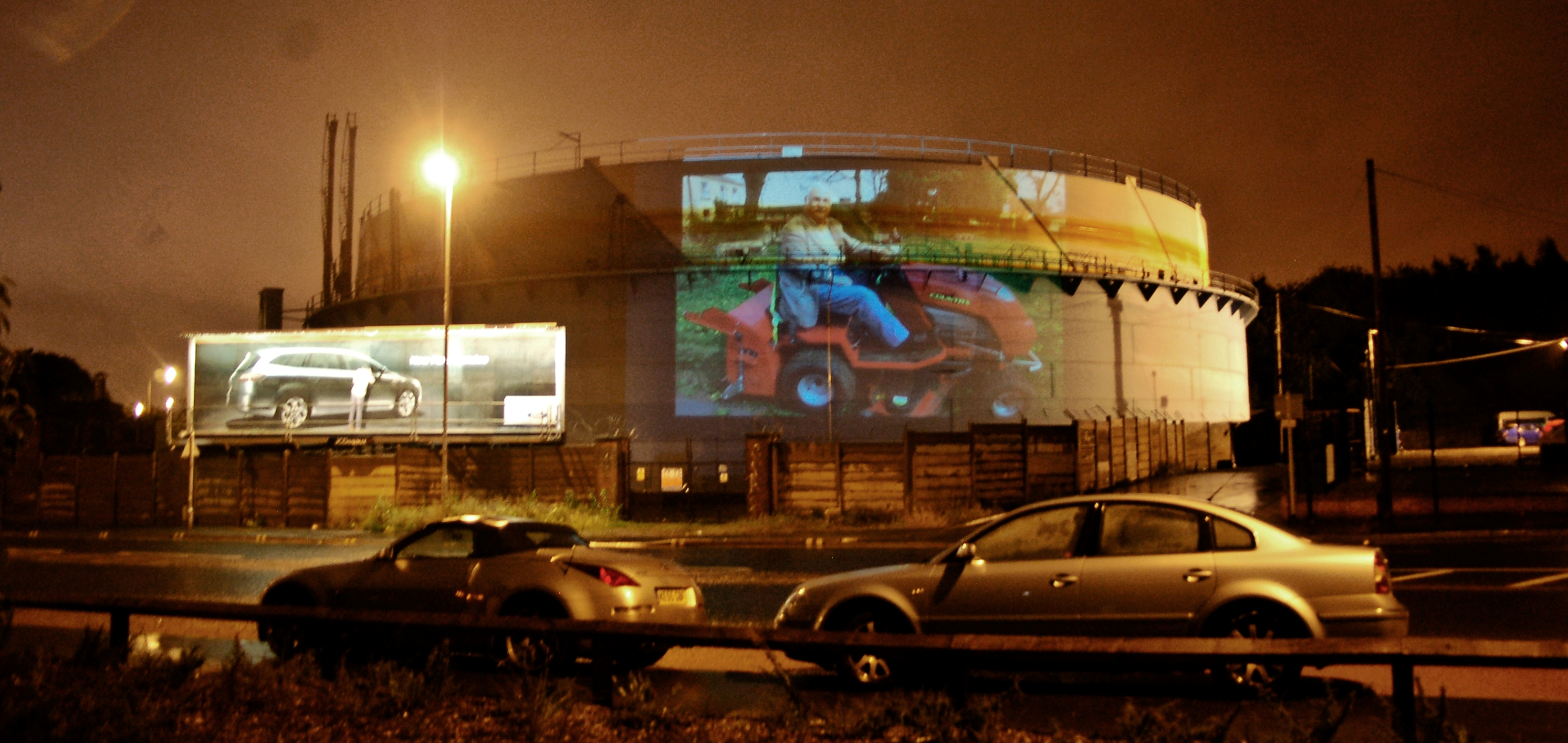
Gasometer (2007)
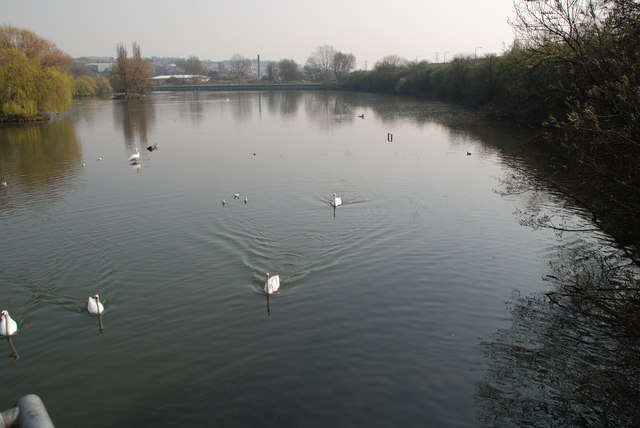
Wortley Reservoir (2007)
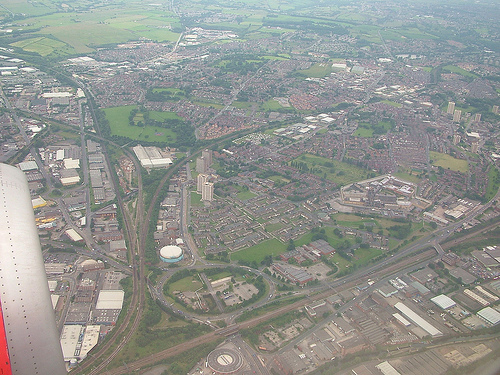
Luftaufnahme (2007).